# Intel 8288

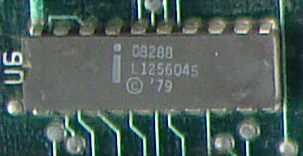
Controlador de bus Intel 8288, usado en la tarjeta madre del IBM PC original.

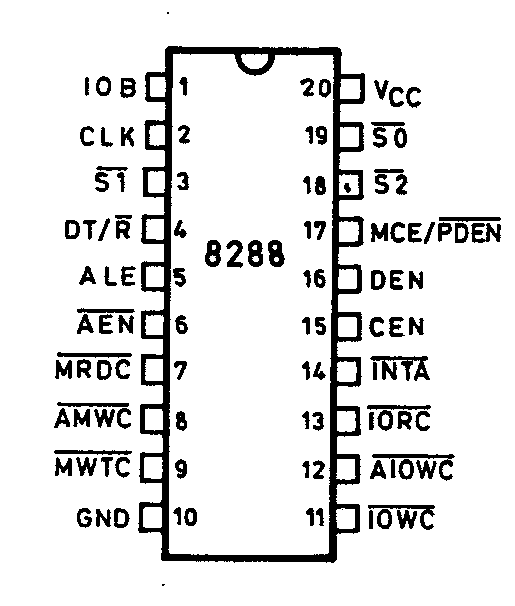
Pines del Intel 8288

El Intel 8288 era un controlador de bus para los microprocesadores Intel 8086, 8088, 80186, como también para el 8087 y el 8089.
Fue usado en el IBM PC, el IBM XT y sus clones.

## Funciones y asignaciones de los pines
| Símbolo    | Pin       | Entrada Salida | Función                                                      |
| ---------- | --------- | -------------- | ------------------------------------------------------------ |
| VCC        | 20        |                | Voltaje (+5 V)                                               |
| GND        | 10        |                | Masa (0 V)                                                   |
| S0, S1, S2 | 19, 3, 18 | E              | Status Input                                                 |
| CLK        | 2         | E              | Clock                                                        |
| AEN        | 6         | E              | Address Enable                                               |
| CEN        | 15        | E              | Command Enable                                               |
| IOB        | 1         | E              | Input/Output Bus Mode                                        |
| MRDC       | 7         | S              | Memory Read Command                                          |
| MWTC       | 9         | S              | Memory Write Command                                         |
| AMWC       | 8         | S              | Advanced Memory Write Command                                |
| IORC       | 13        | S              | I/O Read Command                                             |
| IOWC       | 11        | S              | I/O Write Command                                            |
| AIOWC      | 12        | S              | Advanced I/O Write Command                                   |
| INTA       | 14        | S              | Interrupt Acknowledge                                        |
| DT/R       | 4         | S              | Data Transmit/Receive                                        |
| DEN        | 16        | S              | Data Enable                                                  |
| MCE/PDEN   | 17        | S              | MCE (cuando IOB está en LOW), PDEN (cuando IOB está en HIGH) |
| ALE        | 5         | S              | Address Latch Enable                                         |